# Акермен
Акермен (каз. Ақермен, бывш. свх. Меркенский) — село в Меркенском районе Жамбылской области Казахстана. Административный центр Акерменского сельского округа. Находится примерно в 32 км к северо-востоку от районного центра, села Мерке. Код КАТО — 315431100.

## Население
В 1999 году население села составляло 1566 человек (768 мужчин и 798 женщин). По данным переписи 2009 года, в селе проживали 1064 человека (554 мужчины и 510 женщин).